# Ԉ
Komi Lje (Ԉ ԉ, chữ nghiêng: Ԉ ԉ) là một chữ cái trong bảng chữ cái Molodtsov, một biến thể của bảng chữ cái Kirin. Nó chỉ được sử dụng trong chữ viết của tiếng Komi vào những năm 1920. Nó tương đương với chữ cái Kirin Lje (Љ љ). Một số dạng của nó tương tự như chữ cái 几 trong tiếng Trung Quốc.

## Mã máy tính
| Kí tự               | Ԉ                                | Ԉ                                | ԉ                              | ԉ                              |
| ------------------- | -------------------------------- | -------------------------------- | ------------------------------ | ------------------------------ |
| Tên Unicode         | CYRILLIC CAPITAL LETTER KOMI LJE | CYRILLIC CAPITAL LETTER KOMI LJE | CYRILLIC SMALL LETTER KOMI LJE | CYRILLIC SMALL LETTER KOMI LJE |
| Mã hóa ký tự        | decimal                          | hex                              | decimal                        | hex                            |
| Unicode             | 1288                             | U+0508                           | 1289                           | U+0509                         |
| UTF-8               | 212 136                          | D4 88                            | 212 137                        | D4 89                          |
| Tham chiếu ký tự số | &#1288;                          | &#x508;                          | &#1289;                        | &#x509;                        |